# Décès en 1927
Décès
- 1923
- 1924
- 1925
- 1926
- 1927
- 1928
- 1929
- 1930
- 1931

Cet article présente une liste de personnalités mortes au cours de l'année 1927.

Les mois de l'année font également l'objet de listes spécifiques :

## Décès par mois

### Inconnu
- Armand Berton, peintre, illustrateur et graveur français (° 16 septembre 1854).
- Léon Koëlla-Leenhoff, agent de change et musicien français (° 28 janvier 1852).
- Marius Rey, peintre français (° 28 juin 1836).

### Janvier
- 7 janvier : Nikólaos Kalogerópoulos, homme politique grec (° 1851).
- 10 janvier : August Allebé, peintre et lithographe néerlandais (° 19 avril 1838).
- 15 janvier : Julien Koszul, compositeur et organiste français (° 4 décembre 1844).
- 17 janvier : Antoine Auguste Thivet, peintre français (° 24 mai 1856).
- 21 janvier : Floris Verster, peintre néerlandais (° 9 juin 1861).
- 23 janvier : Emma Gillett, avocate américaine (° 30 juillet 1852).
- 25 janvier : Pompeo Mariani, peintre italien (° 9 septembre 1857).
- 29 janvier : Edward Lawrence Bader, homme politique américain (° 8 juin 1874).

### Février
- 5 février : Hazrat Inayat Khan, écrivain, philosophe, enseignant et musicien indien (° 5 juillet 1882).
- 6 février : Per Leander-Engström, peintre suédois (° 27 février 1886).
- 7 février : Myfit Libohova, homme politique albanais (° 1876).
- 8 février : Jules Louis Rame, peintre français (° 17 décembre 1855).
- 9 février : Charles Doolittle Walcott, paléontologue américain (° 31 mars 1850).
- 10 février : Gustav Wentzel, peintre norvégien (° 7 octobre 1859).
- 11 février : Joel Engel, critique musical, compositeur, folkloriste et musicologue (° 16 avril 1868).
- 13 février : Christian Landenberger, peintre allemand (° 7 avril 1862).
- 17 février : Adela Orpen, écrivaine irlandaise (° 3 février 1855).
- 18 février : Turhan Pacha Përmeti, homme d'État ottoman devenu Premier ministre de l'Albanie indépendante (° 1846).
- 19 février :
  - Robert Fuchs, compositeur autrichien
  - Alfred Wilhelm Strohl, mécène, écrivain, peintre, sculpteur et musicien amateur français naturalisé italien (° 4 mai 1847).
- ? février : Alberto Vianelli, peintre italien (° 5 juin 1841).

### Mars
- 5 mars : Franz Mertens, mathématicien allemand (° 20 mars 1840).
- 11 mars : Claude Guillaumin, peintre et caricaturiste français (° 11 août 1842).
- 15 mars : Scipione Borghese, explorateur, pilote automobile et homme politique italien (° 11 février 1874).
- 16 mars : Magdeleine Real del Sarte, peintre français (° 23 juin 1853).
- 17 mars : Victorine Meurent, peintre française (° 18 février 1844).
- 23 mars :
  - Thierno Aliou Bhoubha Ndian, écrivain, théologien musulman et homme politique du Fouta-Djalon (° vers 1850).
  - Paul César Helleu, peintre français (° 17 décembre 1859).
- 30 mars : Jules Gabriel Hubert-Sauzeau, peintre français (° 3 septembre 1856).
- 31 mars :  Émile Chaumont, peintre français (° 1877).
- Date précise inconnue :
  - Gaston Fontanille, entrepreneur, éditeur et escroc français (° 11 mai 1883).

### Avril
- 15 avril : 
  - Gaston Leroux, romancier français (° 6 mai 1868).
  - Caroline Agnes Gray, propriétaire du Freeman's Journal (° 13 mai 1848).
- 16 avril : Albert-Émile Artigue, peintre, lithographe, affichiste et professeur d'art franco-argentin (° 15 août 1850).
- 18 avril : Léon Giran-Max, peintre français (° 24 juillet 1867).
- 20 avril :
  - Barthélemy Niollon, peintre français (° 1er mars 1849).
  - Enrique Simonet, peintre espagnol (° 2 février 1866).
- 25 avril : Étienne Moreau-Nélaton, peintre, céramiste, affichiste, collectionneur et historien d'art français (° 2 décembre 1859).
- 29 avril : 
  - Hans von Volkmann, peintre allemand (° 19 mai 1860).
  - Auguste François-Marie Gorguet, peintre, dessinateur, graveur et affichiste français (° 27 septembre 1862).

### Mai
- 1er mai : Tetsugorō Yorozu, peintre japonais  (° 17 novembre 1885).
- 2 mai : Gustave Burger, homme politique français (° 6 février 1878).
- 8 mai : Charles Nungesser, aviateur français (° 15 mars 1892).
- 11 mai : Juan Gris (José Victoriano Gonzalez), peintre espagnol (° 23 mars 1887).
- 12 mai : Louise Catherine Breslau, peintre allemande naturalisée suisse (° 6 décembre 1856).
- 17 mai :
  - Consuelo Fould, peintre française (° 22 novembre 1862).
  - Étienne Mazas, peintre et graveur français (° 9 juin 1840).
- 27 mai : Boris Koustodiev, peintre russe (° 7 mars 1878).

### Juin
- 1er juin : Henry Ottmann, peintre français (° 10 avril 1877).
- 4 juin : Paul Lacombe, compositeur français (° 11 juillet 1837).
- 13 juin :  Abd Al-Rahman al-Gillani, homme politique irakien (° 11 janvier 1841).
- 15 juin : Ottavio Bottecchia, coureur cycliste italien (° 1er août 1894).
- 17 juin : Jean-Baptiste Duffaud, peintre français (° 7 janvier 1853).
- 18 juin :
  - Georges Dubosc, peintre et journaliste français (° 17 août 1854).
  - Aimé Perret, peintre français (° 29 octobre 1846).
- 20 juin : Joseph Paul Meslé, peintre français (° 25 janvier 1855).
- 21 juin : Lucien Ott, peintre, décorateur et dessinateur d'ameublement français (° 10 août 1872).
- 26 juin : Armand Guillaumin, peintre français (° 16 février 1841).

### Juillet
- 3 juillet : Gavira (Enrique Cano Iribarne), matador espagnol (° 9 janvier 1893).
- 4 juillet : Maxime Noiré, peintre français (° 9 novembre 1861).
- 10 juillet : Louise Abbéma, peintre française (° 30 octobre 1853).
- 15 juillet : Constance Markievicz, révolutionnaire irlandaise (° 4 février 1868).
- 17 juillet : Luise Adolpha Le Beau, compositrice allemande (° 25 avril 1850).
- 18 juillet : Vassili Polenov, peintre russe (° 1er juin 1844).
- 19 juillet : Ahmadou Bamba, fondateur de la confrérie des Mourides au Sénégal (° 1853).
- 24 juillet :
  - Ryūnosuke Akutagawa, écrivain japonais (° 1er mars 1892).
  - Karel Vítězslav Mašek, peintre, architecte et affichiste austro-hongrois puis tchécoslovaque (° 1er septembre 1865).

### Août
- 13 août : James Oliver Curwood, romancier américain (° 12 juin 1878).
- 17 août : Richard Caton Woodville, peintre et illustrateur britannique (° 7 janvier 1856).
- 23 août :
  - René Poupardin, médiéviste français (° 27 février 1874).
  - Bartolomeo Vanzetti (° 11 juin 1888) et Nicola Sacco (° 22 avril 1891) militants anarchistes italo-américains.
  - Saad Zaghlul, homme politique égyptien (° juillet 1859).
- 26 août : Henri Marre, peintre français (° 24 janvier 1858).

### Septembre
- 4 septembre : Josef Klein, acteur germano-autrichien (° 3 janvier 1862).
- 13 septembre :
  - Gustave Jeanneret, peintre suisse (° 6 avril 1847).
  - Gustave Krafft, architecte et  peintre français (° 29 janvier 1861).
- 14 février :
  - Hugo Ball, écrivain et poète dada allemand (° 22 février 1886).
  - Arthur Bourchier, acteur et directeur de théâtre britannique (° 22 juin 1863).
  - Isadora Duncan, danseuse américaine (° 26 ou 27 mai 1877).
- 28 septembre : Jean-Joseph Weerts, peintre français d'origine belge (° 1er mai 1846).

### Octobre
- 2 octobre : Svante August Arrhenius, chimiste suédois (° 19 février 1859).
- 7 octobre : Paul Sérusier, peintre symboliste français (° 9 novembre 1864).
- 8 octobre : 
  - Ange Flégier, compositeur et peintre français (° 25 février 1846).
  - Ricardo Güiraldes, romancier et poète argentin (° 13 février 1886).
- 9 octobre : Louis Bombled, peintre, dessinateur et graveur français (° 6 juillet 1862).
- 10 octobre :
  - Georges Ferdinand Bigot, peintre, illustrateur, caricaturiste et graveur français (° 7 avril 1860).
  - Henri Guinier, peintre français (° 20 novembre 1867).
- 21 octobre : Carel Frederik Cordes,  photographe et peintre néerlandais (° 11 février 1851).
- 22 octobre : Gaston Prunier, peintre  et graveur post-impressionniste français (° 19 janvier 1863).
- 26 octobre : Jūkichi Yagi, poète japonais (° 9 février 1898).
- 28 octobre : Marcel Louis Sauvaige, peintre français (° 12 novembre 1855).

### Novembre
- 4 novembre : Ole Olsen, compositeur, organiste, chef d'orchestre, tromboniste, professeur de musique et musicien militaire norvégien (° 4 juillet 1850).
- 5 novembre : Jean-Jacques Moreau, peintre et dessinateur français (° 14 avril 1899).
- 12 novembre : Caspar Augustin Geiger, peintre allemand (° 27 août 1847).
- 14 novembre : Henri Rudaux, peintre, lithographe, illustrateur et affichiste français (° 5 avril 1870).
- 16 novembre : Adolf Joffé, homme politique russe puis soviétique (° 10 octobre 1883).
- 18 novembre : Alfred Garcement, peintre français (° 30 octobre 1842).
- 23 novembre : Alfred III de Windisch-Graetz, prince et homme politique austro-hongrois et ministre-président d'Autriche (° 31 octobre 1851).
- 26 novembre : Henri Taurel, peintre français (° 31 juillet 1843).
- 28 novembre : Julien Gustave Gagliardini, peintre et graveur français (° 1er mars 1846).

### Décembre
- 4 décembre : Alexander Kolowrat-Krakowsky, producteur de cinéma autrichien (° 29 janvier 1886).
- 24 décembre : Helmer Alexandersson, compositeur suédois (° 16 novembre 1886).
- 30 décembre : 
  - İsmail Hakkı Bey, compositeur et musicien turc de l'Empire ottoman (° 1er janvier 1865).
  - Gian Maria Rastellini, peintre de genre, de portraits et de paysages italien (° 20 janvier 1869).
- 31 décembre : Achille Enderlin, pionnier français de l'aviation, pilote d'essai de l'Aéropostale (° 30 octobre 1893).